# Zenarchopterus alleni
Zenarchopterus alleni е вид лъчеперка от семейство Zenarchopteridae.

## Разпространение
Този вид е разпространен в Индонезия.

## Описание
На дължина достигат до 13 cm.